# Отряд специального назначения «Людвиг Павлович»
Отряд специального назначения «Людвиг Павлович» (хорв. Postrojba za posebne namjene Ludvig Pavlović), также известный как 60-й десантно-гвардейский батальон (хорв.  60. desantno-gardijska bojna) — подразделение Хорватского совета обороны, участвовавшее в Боснийской войне. Штабом отряда были казармы имени Божана Шимовича в Чаплине, сам отряд входил в состав 2-й гвардейской бригады ХВО. Своё имя он получил в честь Людвига «Лутко» Павловича, деятеля группировки хорватских националистов «Бугойнская группа», входившей в террористическую организацию «Хорватское революционное братство».
Личный состав отряда «Людвиг Павлович» был укомплектован на 99 % хорватами из Герцеговины, более 80 % личного состава составляли местные уроженцы, жившие в Герцеговине до распада СФРЮ. Отряд сражался на южном участке фронта против боснийских мусульман, защищая хорватское гражданское население от экстремистов. Изначально отряд входил в 1-й добровольческий полк «Король Томислав», однако затем вышел из его состава и стал подразделением Хорватского совета обороны.

## История

### Образование отряда
В январе 1992 года в городе Опузен был образован 1-й добровольческий полк «Король Томислав» (хорв. 1. dragovoljačka pukovnija Kralj Tomislav), в составе которого служили добровольцы, воевавшие против сербских националистов в Конавле, Осойнике, Чепикуче и Дубровницком Приморье. Со временем в личном составе полка стало появляться всё больше добровольцев из Герцеговины. После окончания обучения полк участвовал в обороне Крушево и Мостара, после чего перешёл в наступление и нанёс серьёзный урон сербским частям (противник потерял много солдат и единиц бронетехники). 24 апреля 1992 полком были с минимальными потерями захвачены казармы ЮНА в Чаплине, где в руки солдат попало огромное количество огнестрельного оружия, боеприпасов, инструментов, продовольствия, автомобилей и даже два танка M-34. Это была первая казарма, которую удалось отбить у сербов во время Боснийской войны: трофеи были распределены между другими хорватскими воинскими подразделениями.
После ещё нескольких сражений было принято решение об образовании корпуса и его направлении в Хаджичи. С учётом того, что солдатам полка задерживали заработную плату, а статус вооружённых сил Хорватии до конца не был определён и не позволял полку считаться официальным подразделением хорватских войск, недовольство солдат росло. Из 350 солдат личного состава полка всего 48 решили остаться в строю, в то время как остальные были уволены или покинули полк по собственному желанию. Около 50 человек ушли в 4-ю гвардейскую моторизованную бригаду «Пауки» Национальной гвардии Хорватии, а 92 человека во главе с заместителем командира Божаном Шимовичем решили продолжить войну. Они направились со всем своим оружием в Чаплину, где продолжалась на тот момент операция «Июньский рассвет» по переправе через Неретву.
4 июня 1992 года солдаты отряда Шимовича приняли решение остаться на территории Герцеговины и не идти дальше в Боснию.

### Хорватский совет обороны
Было принято решение, что отряд перейдёт под контроль Хорватского совета обороны (его представительства в Чаплине) для дальнейшего перехода через Неретву. 6 июня представители ХВО в Чаплине временно предоставили отряду в распоряжение казарму «Габела». 7 июня 1992 года отряд перешёл Неретву и взял местечко Севаш-Ниве, продолжив движение по маршруту холм Биволе — Домановице — Губавица — Житомисличе, выйдя к Столацу. Командование отряда требовало определить статус своих же подчинённых и 22 июня получило приказ от Мате Бобана и генерала Янко Бобетко, по которому отряд наконец-то стал законным вооружённым формированием, получив наименование «Отдельный батальон ХВО» (хорв. Samostalna bojna HVO-a). После этого возобновились учения, приём добровольцев и разведка боем в различных районах Герцеговины.

### Переименование
23 августа 1992 года, следуя пожеланиям всех своих подчинённых, командование дало имя отряду — «Людвиг Павлович». Предотвращая прорыв сербских частей к Ротимле и занимая район Ходова, отряд потерял своего командира Божана Шимовича, который погиб 8 ноября 1992. Ещё до его гибели с 15 октября в Ябланице и Прозоре начались столкновения между босняками и хорватами. После смерти Шимовича командиром стал Драган Чурчич, а казарма отряда «Людвиг Павлович» получила имя Божана Шимовича. Далее прошёл ряд сражений за Бугойно, Витез, Бусовачу, Столац и Мостар. В битве при Бокшевице погибли четыре солдата, которые выполняли задачи в рамках операций «Цинцар» и «Зима '94». Отряд продолжил свой боевой пути в ходе операций «Лето '95» и «Мистраль», взяв Виторог, Куяче, Шипово, Босанско-Грахово, Дрвар, Яйце и Мрконич-Град.

### Послевоенные годы
После войны отряд «Людвиг Павлович» вошёл в состав 2-й гвардейской бригады ХВО. В 2005 году после армейской реформы были созданы Вооружённые силы Боснии и Герцеговины путём объединения Армии Федерации Боснии и Герцеговины (с хорватскими частями, ранее состоявшими в ХВО) и Армии Республики Сербской, а отряд «Людвиг Павлович» фактически слился с другими частями новых вооружённых сил.